# Verrucaria memnonia
Verrucaria memnonia är en lavart som först beskrevs av Flot., och fick sitt nu gällande namn av Johann Franz Xaver Arnold. Verrucaria memnonia ingår i släktet Verrucaria och familjen Verrucariaceae.  Arten är reproducerande i Sverige. Inga underarter finns listade i Catalogue of Life.